# 1815 Beethoven
1815 Beethoven, designazione provvisoria 1932 CE, è un asteroide carbonaceo della fascia principale del diametro medio di circa 30,36 km. Scoperto il 27 Gennaio 1932, presenta un'orbita caratterizzata da un semiasse maggiore pari a 3,1650375 UA e da un'eccentricità di 0,1825669, inclinata di 2,73480° rispetto all'eclittica.
È stato battezzato così in onore di Ludwig van Beethoven.